# (2130) Evdokiya
(2130) Evdokiya (1974 QH1; 1974 QP2; 1977 LA) ist ein Asteroid des inneren Hauptgürtels, der zur Matterania-Familie gehört und am 22. August 1974 von Ljudmyla Schurawlowa am Krim-Observatorium entdeckt wurde.

## Benennung
Der Asteroid wurde von der Entdeckerin nach Evdokiya Efimovna Shchelokova, ihrer Mutter, benannt.